# Орсобаріс
Орсабаріс (? - після 61 до н. е.) - Понтійська царівна, дочка Мітрідата VI Євпатора, дружина царя Віфінії Мемнона Нікомеда.

## Життєпис
Одна з дочок понтійського царя Мітрідата VI Євпатора; її матір'ю була невідома наложниця.
Була видана своїм батьком заміж за віфінійського царевича Сократа Хреста, який у 92 до н. е. за підтримки понтійського війська розбив армію брата Нікомеда IV і, захопивши країну, став царем, взявши ім'я Мемнон Нікомед. До нашого часу дійшли монети, викарбувані у Віфінії, де згадано ім'я царівни. Через два роки, у 90 до н. е. Сократ Хрест був розбитий Нікомедом IV, якого підтримала Римська Республіка, відправивши йому на допомогу армію. Сократ утік у Понтійське царство, де було вбито за наказом Мітрідата.
У 61 до н. е. під час тріумфу Гнія Помпея Великого у Римі серед полонених, серед яких були її родичі, йшла попереду колісниці Помпея.
Повернувшись на батьківщину, вийшла заміж за знатного віфінійця Лікомеда, від якого народила дочку Ородалтіс.
Подальша їй доля та дата смерті невідомі.